# Sandboxie
Sandboxie è un software open source di sicurezza sviluppato da Ronen Tzur, per i sistemi operativi basati su Windows NT a 32 bit. Consente la creazione di ambienti operativi isolati (sandbox) in cui possono essere avviate o installate le applicazioni senza alcun tipo di modifica permanente all'unità locale. Un ambiente virtuale isolato consente di provare programmi non affidabili e di navigare in Internet in completa sicurezza.

## Windows a 64 bit
Dalla versione 3.44, è stato reintrodotto il supporto ai sistemi a 64 bit. La versione a 64 bit rimane comunque svantaggiata in termini di sicurezza rispetto a quella a 32 bit, proprio a causa del Kernel Patch Protection (Patchguard).
In passato, era stato soppresso lo sviluppo di Sandboxie per le edizioni future di Windows a 64 bit, e lo sviluppatore dichiarò di non avere più piani di sviluppo futuri per le versioni a 64 bit. In passato, comunque, era possibile utilizzare Sandboxie sui sistemi a 64 bit a condizione che l'utente bypassasse Patchguard.  Tuttavia, la Microsoft distribuì un hotfix ("KB932596") per Patchguard che rese impossibile il bypass..

## Licenza
Sandboxie viene distribuito con un Contratto di licenza (EULA) proprietario. Alcune funzioni di Sandboxie, come l'utilizzo di più aree virtuali, sono disabilitate nella versione gratuita non registrata di Sandboxie. Dopo 30 giorni dall'installazione agli utenti verrà mostrata una finestra di attesa, che consiglia la registrazione del programma, prima del caricamento iniziale di Sandboxie.
A partire dalla versione 3.48, è stato introdotto un nuovo sistema di licenze che prevede l'utilizzo di codici Product Key per contrastare la diffusa pirateria di Sandboxie.